# Triancyra maculata
Triancyra maculata là một loài tò vò trong họ Ichneumonidae.